# Odil Ahmedov
Odil Ahmedov (Namangan, 25 novembre 1987) è un ex calciatore uzbeko, di ruolo centrocampista.

## Carriera

### Club
Ha giocato nella prima divisione uzbeka, in quella russa ed in quella cinese.

### Nazionale
Ha partecipato a tre diverse edizioni della Coppa d'Asia, nel 2011, nel 2015 e nel 2019.

## Statistiche

### Cronologia presenze in nazionale
| Cronologia completa delle presenze e delle reti in nazionale ― Uzbekistan | Cronologia completa delle presenze e delle reti in nazionale ― Uzbekistan | Cronologia completa delle presenze e delle reti in nazionale ― Uzbekistan | Cronologia completa delle presenze e delle reti in nazionale ― Uzbekistan | Cronologia completa delle presenze e delle reti in nazionale ― Uzbekistan | Cronologia completa delle presenze e delle reti in nazionale ― Uzbekistan | Cronologia completa delle presenze e delle reti in nazionale ― Uzbekistan | Cronologia completa delle presenze e delle reti in nazionale ― Uzbekistan |
| Data                                                                      | Città                                                                     | In casa                                                                   | Risultato                                                                 | Ospiti                                                                    | Competizione                                                              | Reti                                                                      | Note                                                                      |
| ------------------------------------------------------------------------- | ------------------------------------------------------------------------- | ------------------------------------------------------------------------- | ------------------------------------------------------------------------- | ------------------------------------------------------------------------- | ------------------------------------------------------------------------- | ------------------------------------------------------------------------- | ------------------------------------------------------------------------- |
| 09-01-2019                                                                | Sharjah                                                                   | Uzbekistan                                                                | 2 – 1                                                                     | Oman                                                                      | Coppa d'Asia 2019 - 1º turno                                              | 1                                                                         | cap.                                                                      |
| 13-1-2019                                                                 | Dubai                                                                     | Turkmenistan                                                              | 0 – 4                                                                     | Uzbekistan                                                                | Coppa d'Asia 2019 - 1º turno                                              | -                                                                         | cap. 76’                                                                  |
| 21-01-2019                                                                | al-'Ayn                                                                   | Australia                                                                 | 0 – 0 dts (4-2 dtr)                                                       | Uzbekistan                                                                | Coppa d'Asia 2019 - Ottavi di finale                                      | -                                                                         | cap.                                                                      |
| 22-03-2019                                                                | Nanning                                                                   | Uzbekistan                                                                | 0 – 3                                                                     | Uruguay                                                                   | Cina Cup 2019 - Semifinale                                                | -                                                                         | cap.                                                                      |
| Totale                                                                    |                                                                           | Presenze                                                                  | 4                                                                         |                                                                           | Reti                                                                      | 1                                                                         |                                                                           |

## Palmarès

### Club

#### Competizioni nazionali
- Campionato uzbeko: 2

Paxtakor: 2006, 2007
- Coppa d'Uzbekistan: 3

Paxtakor: 2006, 2007, 2009
- Campionato cinese: 1

Shanghai SIPG: 2018
- Supercoppa di Cina: 1

Shanghai SIPG: 2019

#### Competizioni internazionali
- Coppa dei Campioni della CSI: 1

Paxtakor: 2007